# Варварівський район
Варварівський район — адміністративно-територіальна одиниця Української Радянської Соціалістичної Республіки, що існувала в 1923—1930 та 1935—1962 роках у складі Миколаївської округи, Одеської та Миколаївської областей. Районний центр — смт Варварівка, що лежало за 4 кілометри від м. Миколаїв. Площа території — 1 400 км² (станом на 1962 р.).

## Населення
Відповідно до результатів перепису населення 1926 року, в районі проживало 23 149 осіб, з них (у відсотках до загальної кількости): українці — 90,1, росіяни — 4,3, німці — 2,9, болгари — 1, євреї та поляки — по 0,4, білоруси — 0,2, молдовани — 0,1. За іншими даними — 25 991 особа.
За статистичними даними 1925 року, з урахуванням приросту, в першому кварталі 1926 року приблизна кількість населення становила 25 027 осіб, з них — 12 896 жінок. Густота населення — 23,6 особи/км².
За даними перепису населення СРСР 1939 року кількість населення району становила 44 549 осіб, з них українців — 28 223, росіян — 2 891, білорусів — 403, узбеків — 28, німців — 11 877, євреїв — 410, болгарів — 173, інших — 544.

## Історія та адміністративний устрій
Утворений 7 березня 1923 року, відповідно до постанови ВУЦВК з Андріївської, Велико-Корениської, Варварівської, Весело-Кутської, Зульцької, Йоганенстальської, Карлсруївської, Катеринентальської, Кир'яківської, Ковалівської, Корольовської, Ландауської, Нечаянської, Ново-Богданівської, Петрівської (Хутірської), Тернуватської та Трихатської сільських рад Варварівської, Ландауської, Петрівської та частини Нечаївської волостей ліквідованого цією ж постановою Миколаївського повіту Одеської губернії.
30 квітня 1925 року, відповідно до постанови ВУЦВК та РНК УСРР, Зульцьку, Йоганенстальську, Карлсруеську, Катеринентальську, Ландауську та Шпеєрівську сільські ради було передано до складу новоствореного Ландауського району Миколаївської округи. 9 вересня 1925 року, відповідно до постанови ВУЦВК та РНК УСРР, в складі району утворені Корольово-Шуринська та Петрівська (Солониська) (розділено Корольовську сільраду), Корчинська, Мало-Корениська, Ново-Григорівська сільські ради.
Станом на 17 грудня 1926 року район входив до складу Миколаївської округи, до складу району входили Андріївська, Велико-Корениська, Варварівська, Весело-Кутська, Кир'яківська, Ковалівська, Корольово-Шуринська, Корчинська, Мало-Корениська, Нечаянська, Ново-Богданівська, Ново-Григорівська, Петрівська (Хутірська), Петрівська (Солониська), Терноватська та Трихатська сільські ради, що підпорядковували 96 населених пунктів: містечко Варварівку, 18 сіл, 62 хутори, 10 селищ, колонію, слободу та 3 залізничні станції. Територія району становила 1 049,56 км².
Район ліквідовано 15 вересня 1930 року, відповідно до постанови ВУЦВК та РНК УСРР від 2 вересня 1930 року «Про ліквідацію округ та перехід на двоступневу систему управління»; Великокоренихську, Варварівську, Весело-Кутську, Кир'яківську, Мало-Коренихську, Нечаянську, Ново-Богданівську, Ново-Григорівську, Петровську (Хуторську), Петровську (Солонихську) та Шурівську сільські ради підпорядковано до Миколаївської міської ради, Андріївську, Ковалівську, Корчинську, Терноватську та Трихатську сільські ради передано до складу Ново-Одеського району.
Відновлений 17 лютого 1935 року у складі Одеської області, відповідно до постанови Президії ВУЦВК «Про склад нових адміністративних районів Одеської області», з Варварівської, Велико-Корениської, Ново-Богданівської, Корольово-Шуринської, Кир'яківської, Петров-Солониської, Ново-Григор'ївської, Весело-Кутської, Нечаянської, Хуторо-Петрівської, Мало-Корениської сільських рад приміської смуги Миколаївської міської ради та Андріївської, Ковалівської, Корчинської, Терноватської і Трихатської сільських рад Ново-Одеського району.
22 вересня 1937 року, відповідно до постанови ЦВК СРСР «Про розділення Харківської області на Харківську і Полтавську, Київської — на Київську і Житомирську, Вінницької — на Вінницьку й Кам'янець-Подільську і Одеської — на Одеську й Миколаївську», район увійшов до складу новоствореної Миколаївської області.
8 серпня 1945 року, відповідно до указу Президії Верховної ради УРСР «Про розукрупнення Варварівського і Тилігуло-Березанського районів, Миколаївської області, та утворення Широколанівського району в складі Миколаївської області», Карло-Лібкнехтівську сільську раду перейменовано на Широколанівську; Андріївську, Зульцівську, Йоганенстальську, Карлосруївську, Катериненстальську, Ковалівську, Корчинську, Тернуватську та Широколанівську сільські ради передано до складу новоствореного Широколанівського району Миколаївської області.
Станом на 1 вересня 1946 року площа території району складала 1 000 км²; до складу району входили 1 селищна (Варварівська) та 14 сільських рад (Великокорениська, Веселокутська, Кір'яківська, Криничанська, Малокорениська, Нечаянська, Ново-Богданівська, Ново-Григорівська, Новоселівська, Петрово-Солониська, Сливинська, Трихатська, Хуторо-Петрівська та Шуринська), в підпорядкуванні котрих перебував 61 населений пункт: селище міського типу, 22 села, 10 селищ та 28 хуторів.
7 червня 1957 року, відповідно до указу Президії Верховної ради УРСР, до складу району було передано частину сільських рад ліквідованого Широколанівського району.
Станом на 1 березня 1960 року територія району становила 1 410 км²; до складу району входили 2 селищні (Варварівська та Великокорениська) та 8 сільських (Кір'яківська, Ковалівська, Кривобалківська, Криничанська, Нечаянська, Ново-Богданівська, Петрівської та Степівської) рад, що об'єднували 2 селища міського типу та 61 сільський населений пункт (51 село та 10 селищ).
20 січня 1961 року, відповідно до рішення виконавчого комітету Миколаївської обласної ради, смт Варварівка включене до складу міської смуги Миколаєва, Центрального району міста.
У 1962 році територія району налічувала 1 400 км²; до складу району входила селищна (Великокорениська) та 8 сільських (Кир'яківська, Ковалівська, Кривобалківська, Криничанська, Нечаянська, Новобогданівська, Петрівська та Улянівська) рад, котрим підпорядковувались селище міського типу (Велика Корениха) та 61 сільський населений пункт.
Ліквідований відповідно до указу Президії Верховної ради УРСР «Про укрупнення сільських районів Української РСР» від 30 грудня 1962 року; сільські ради району включено до складу новоствореного Миколаївського району Миколаївської області.